# Baldovino I di Fiandra
Baldovino I, conosciuto anche come Baldovino Braccio di Ferro (Laon, 830/837 oppure 837/840 – Arras, 879), è stato il primo conte di Fiandra dall'864 alla sua morte.

## Origine
Secondo la Genealogia Comitum Flandriæ Bertiniana, e la Lamberti Genealogia Comitum Flandriæ era figlio di Odacre, conosciuto anche come Audacer o Odoscer di Harlebec e della moglie di cui non si conoscono né gli ascendenti né il nome.
Ancora secondo la Genealogia Comitum Flandriæ Bertiniana, e la Lamberti Genealogia Comitum Flandriæ, Odacre era figlio di Enguerrand (o Ingelram o Rowland) di Harlebec e della moglie di cui non si conoscono né gli ascendenti né il nome.

## Biografia

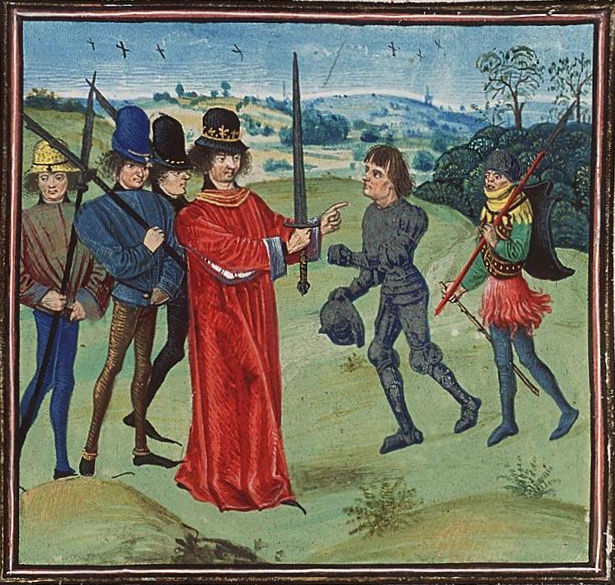
L'investitura di Baldovino I Braccio di Ferro, primo conte delle Fiandre, da parte di Carlo il Calvo

La famiglia di Baldovino da tre generazioni governava le Fiandre col titolo di guardaboschi, sia il padre, Odacre, che il nonno, Enguerrand, che il bisnonno, Lidrico.

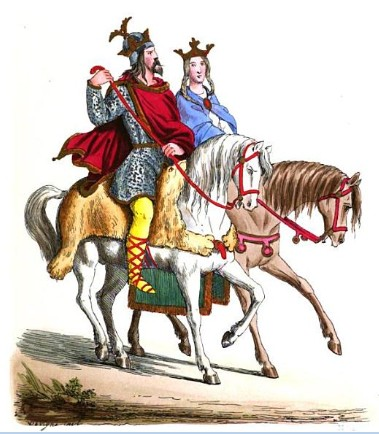
Baldovino I e la moglie, Giuditta

Attorno al Natale 861, Baldovino rapì Giuditta (843/4-dopo l'870), la figlia del re dei Franchi occidentali, Carlo il Calvo, molto probabilmente dopo essersi sposati nel monastero di Senlis, dove, secondo gli Annales Bertiniani e gli Hincmari Remensis Annales, Giuditta si trovava, poiché dopo essere rimasta vedova del secondo marito, Ethelbald, re del Wessex, sempre secondo gli Annales Bertiniani e gli Hincmari Remensis Annales, aveva venduto tutte le sue proprietà nel Wessex e aveva fatto ritorno in Francia.
La fuga di Baldovino e Giuditta, citata anche dagli Annales Blandinienses, era stata concordata ed era avvenuta apparentemente con il consenso del fratello di Giuditta, Luigi il Balbo. Infatti, secondo gli Annales Bertiniani, nell'862, Luigi fu accusato di avere aiutato la sorella, Giuditta, a fuggire con Baldovino.
Furioso, il padre di Giuditta ordinò ai suoi vescovi di scomunicare la coppia; i fuggitivi si rifugiarono presso la corte di Lotario II di Lotaringia, cugino di Giuditta, in cerca di protezione, prima di recarsi da papa Niccolò I per perorare la loro causa. Il pontefice avviò le trattative diplomatiche e chiese a Carlo il Calvo di accettare l'unione come legalmente vincolante, e di accogliere la giovane coppia alla sua corte, cosa cui infine acconsentì. La coppia ritornò così in Francia e si sposò ufficialmente ad Auxerre nell'863.
La vicenda è confermata anche dal cronista Flodoardo, nella sua Historia Remensis Ecclesiae.
Baldovino ricevette delle terre a Sud della Schelda, le Fiandre, benché queste ricoprissero un'area di dimensioni inferiori rispetto al corrispondente Gau esistito nell'Alto Medioevo, tra cui senz'altro le contee di Gand, Bruges e Courtrai affinché le proteggesse dagli attacchi dei vichinghi. Inoltre nell'863, ricevette la contea di Ternois e divenne abate laico dell'abbazia di St Peter di Gent. In pratica, divenne conte delle Fiandre.
Baldovino è citato nel documento, datato 14 giugno 877, che si pensa scritto dall'imperatore Carlo il Calvo, in previsione della propria morte, che invita i suoi conti ad appoggiare suo figlio, Luigi il Balbo.
Una leggenda attribuisce a Baldovino la costruzione della chiesa di San Donato ("Sint Donaatskapittel") a Bruges.
Secondo gli Annales Vedastini Baldovino I morì nell'879, data confermata dal Cartulaire de l'abbaye de Saint-Bertin che precisa che fu sepolto nell'abbazia di San Bertino a Saint-Omer. Anche gli Annales Blandinienses ricordano la morte di Baldovino, ricordato come figlio di Odacre ("Balduvinus filius Audacri")

## Matrimonio e discendenza
Baldovino aveva sposato Giuditta, la figlia di Carlo il Calvo. Giuditta era già stata sposata con il re del Wessex, Ethelwulf e poi con suo figlio Etelbaldo del Wessex, successivo re del Wessex, da cui non aveva avuto figli. Baldovino da Giuditta ebbe cinque figli:
- Carlo[5] (n. dopo 863 – morto giovane), apparentemente chiamato così in onore del nonno materno;
- Baldovino II[5] (865/7-918), che succedette al padre nel titolo di conte delle Fiandre; sposò Ælfthryth, figlia di Alfredo il Grande;
- Raoul (Rodolfo)[5] (869 circa – 896), conte di Cambrai[5], e venne ucciso da Erberto I di Vermandois nell'896 dopo che, Erberto era stato assediato nelle sue proprietà dal re dei Franchi Occidentali, Oddone e Rodolfo, che era al seguito di Oddone, ne approfittò per acquisire alcune proprietà di Erberto[20], che riappacificatosi con Oddone riottenne le sue proprietà, per cui entrò in conflitto con Rodolfo[20] e nei combattimenti, che ne seguirono, Erberto uccise Rodolfo[20][21];
- una figlia di cui non si conosce il nome;
- Guinidilda (870 circa – 904), che sposò il conte di Barcellona, Goffredo il Villoso.

## Ascendenza
|                          |   |           | Genitori |  |  | Nonni |  |  | Bisnonni         |  |  | Trisnonni   |  |
|                          |   |           |          |  |  |       |  |  | Carlo il Giovane |  |  | Carlo Magno |  |
|                          |   |           |          |  |  |       |  |  | Carlo il Giovane |  |  | Carlo Magno |  |
|                          |   | Ildegarda |          |  |  |       |  |  | Carlo il Giovane |  |  |             |  |
| Enguerrand delle Fiandre |   |           |          |  |  |       |  |  | Carlo il Giovane |  |  |             |  |
|                          |   | …         | …        |  |  |       |  |  |                  |  |  |             |  |
|                          |   | …         | …        |  |  |       |  |  |                  |  |  |             |  |
|                          |   | …         | …        |  |  |       |  |  |                  |  |  |             |  |
| Odacre                   |   | …         |          |  |  |       |  |  |                  |  |  |             |  |
|                          |   | …         | …        |  |  |       |  |  |                  |  |  |             |  |
|                          |   | …         | …        |  |  |       |  |  |                  |  |  |             |  |
|                          |   | …         | …        |  |  |       |  |  |                  |  |  |             |  |
| …                        |   | …         |          |  |  |       |  |  |                  |  |  |             |  |
|                          |   | …         | …        |  |  |       |  |  |                  |  |  |             |  |
|                          |   | …         | …        |  |  |       |  |  |                  |  |  |             |  |
|                          |   | …         | …        |  |  |       |  |  |                  |  |  |             |  |
| Baldovino I di Fiandra   |   | …         |          |  |  |       |  |  |                  |  |  |             |  |
|                          | … | …         |          |  |  |       |  |  |                  |  |  |             |  |
|                          | … | …         |          |  |  |       |  |  |                  |  |  |             |  |
|                          | … | …         |          |  |  |       |  |  |                  |  |  |             |  |
| …                        | … |           |          |  |  |       |  |  |                  |  |  |             |  |
|                          |   | …         | …        |  |  |       |  |  |                  |  |  |             |  |
|                          |   | …         | …        |  |  |       |  |  |                  |  |  |             |  |
|                          |   | …         | …        |  |  |       |  |  |                  |  |  |             |  |
| …                        |   | …         |          |  |  |       |  |  |                  |  |  |             |  |
|                          |   | …         | …        |  |  |       |  |  |                  |  |  |             |  |
|                          |   | …         | …        |  |  |       |  |  |                  |  |  |             |  |
|                          |   | …         | …        |  |  |       |  |  |                  |  |  |             |  |
| …                        |   | …         |          |  |  |       |  |  |                  |  |  |             |  |
|                          |   | …         | …        |  |  |       |  |  |                  |  |  |             |  |
|                          |   | …         | …        |  |  |       |  |  |                  |  |  |             |  |
|                          |   | …         | …        |  |  |       |  |  |                  |  |  |             |  |
|                          |   | …         |          |  |  |       |  |  |                  |  |  |             |  |

### Fonti primarie
- (LA)  Monumenta Germaniae Historica, Scriptores, tomus IX.
- (LA)  Monumenta Germaniae Historica, Scriptores, tomus II.
- (LA)  Cartulaire de l'abbaye de Saint-Bertin.
- (LA)  Monumenta Germaniae Historica, Scriptores, tomus V.
- (LA)  Monumenta Germaniae Historica, Legum, tomus I.
- (LA)  Monumenta Germaniae Historica, Scriptores, tomus I.

### Letteratura storiografica
- René Poupardin, I regni carolingi (840-918), in «Storia del mondo medievale», vol. II, 1979, pp. 583–635
- Louis Halphen, Francia: gli ultimi Carolingi e l'ascesa di Ugo Capeto (888-987), in «Storia del mondo medievale», vol. II, 1979, pp. 636–661
- Allen Mawer, I vichinghi, in «Storia del mondo medievale», vol. II, 1979, pp. 734–769